# CV-16
CV-16 es una carretera de Comunidad Valenciana, España. Que comunica Castellón de la Plana con la población de Alcora (Castellón).

## Nomenclatura
La carretera CV-16 pertenece a la red de carreteras de la Generalidad Valenciana. Su nombre está formado por las iniciales CV, que indica que es una carretera autonómica de la Comunidad Valenciana, y el 16 es el número que recibe según el orden de nomenclaturas de las carreteras de la CV.

## Historia
Por el mismo trazado de la actual CV-16 iba la antigua C-232 que unía el Grao de Castellón con Alcora, atravesando por el centro la ciudad de Castellón de la Plana.
Actualmente el tramo Castellón - Alcora es el que ha tomado nombre de CV-16 y el del Grao - Castellón fue transferida al Ayuntamiento de Castellón que la nombró Avenida Hermanos Bou.

## Trazado actual
La CV-16 comienza justo cuando la Avenida de Alcora sale de Castellón y llega a la N-340. Los primeros kilómetros atraviesa algunas rotondas que dan paso a barrios de la periferia y a polígonos industriales. Hasta que llega a la CV-10 Autovía de la Plana, donde sale físicamente del área metropolitana de Castellón y entra en la "Zona de Urbanizaciones de la Ctra. de Alcora". Durante varios kilómetros, la CV-16 pasa próxima a las muchas urbanizaciones que existen en esa zona (Masía Gaetà, Las Galeras, L'Abeller, El Tomillar, etc.). Al cabo de 6-7 kilómetros, la CV-10 llegará al Pantano de Mª Cristina y a una gran rotonda que puede que sea de las únicas que alberga un restaurante en su interior. Desde esta glorieta, parten algunas otras carreteras: la continuación de la CV-16 hacia Alcora, la CV-160 hacia San Juan de Moró, la alternativa CV-190 hacia Alcora, así como vías de servicio y caminos que conectan con las zonas industriales. A partir de este punto, la CV-16 pasa a ser: una carretera de una sola calzada para ambos carriles y una carretera de semi-montaña, ya que tiene que subir un poco de altura para poder llegar a Alcora. En 4 o 5 kilómetros, la CV-16 enlaza con la CV-21 mediante una glorieta. A partir de este punto, la CV-16 y la CV-21 se unen para ir a dar a Alcora (1-2 km.) mediante la CV-190, que después pasará de largo este municipio y continuará su recorrido hacia Lucena.

## Recorrido
| Velocidad | Esquema                                        | Esquema | Esquema                                     | Notas |
| --------- | ---------------------------------------------- | ------- | ------------------------------------------- | ----- |
|           | Avda. Alcora Castellón estaciones FFCC-Bus     |         |                                             |       |
|           | Comienzo de la carretera Castellón - Alcora    |         | Fin de la carretera Castellón - Alcora      |       |
|           |                                                |         | N-340 Castellón norte Benicasim - Tarragona |       |
|           | Grupo Venta Rosita Centro penitenciario        |         | N-340 Castellón sur Villarreal- Valencia    |       |
|           | Grupo Venta Rosita Centro penitenciario        |         |                                             |       |
|           | CV-10 Castellón norte Borriol - Puebla Tornesa |         | CV-10 Bechí Valencia                        |       |
|           | Urb. Masía Gaeta                               |         |                                             |       |
|           |                                                |         |                                             |       |
|           | Urb. La Pedrera Urb. L'Abeller                 |         | Urb. La Dehesa                              |       |
|           |                                                |         |                                             |       |
|           | Urb. Alcomar                                   |         | Urb. Galera Plana                           |       |
|           | Urb. El Tomillar Urb. Monte Cristina           |         |                                             |       |
|           | Zona industrial                                |         |                                             |       |
|           | CV-160 San Juan de Moró CV-190 Alcora          |         |                                             |       |
|           |                                                |         | Urb. El Pantano                             |       |
|           | Zona industrial                                |         |                                             |       |
|           | Zona industrial                                |         | Camino                                      |       |
|           | Camino                                         |         | Camino                                      |       |
|           | Camino                                         |         | Camino                                      |       |
|           | CV-1904 Alcora CV-190 Lucena Cortes de Arenoso |         | CV-21 Onda                                  |       |

## Actuaciones sobre la CV-16

### Futuras actuaciones
No hay proyectos a la vista